# Efecte termoelèctric

Circuit que mostra l'efecte Peltier. Quan un corrent I es fa passar pel circuit, la calor es genera en la juntura superior (T2) i és absorbida en la juntura inferior (T1). A i B indiquen els materials.

Els efectes termoelèctrics són aquells pels quals es genera una diferència de temperatura en aplicar una diferència de potencial o viceversa. S'aplica especialment als efectes Seebeck, Peltier i Thomson.

## Efecte Peltier
L'efecte Peltier fa referència a la creació d'una diferència de temperatura deguda a un voltatge elèctric. Succeeix quan es fa passar un corrent elèctric per dos metalls o semiconductors connectats per dues "juntures de Peltier". El corrent propicia una transferència de calor d'una juntura a l'altra: una es refreda mentre que una altra s'escalfa. Va ser demostrat l'any 1834 pel físic francès Jean Charles Athanase Peltier (1785 – 1845).
Una manera per a entendre com és que aquest efecte refreda una juntura és notar que quan els electrons flueixen d'una regió d'alta densitat a una de baixa densitat, s'expandeixen (de la manera que ho fa un gas ideal) i es refreda la regió.

## Efecte Seebeck

Circuit que mostra l'efecte Seebeck

L'efecte Seebeck és l'efecte invers de l'efecte Peltier. Fou descobert l'any 1821 pel físic alemany Thomas Johann Seebeck (1770 - 1831). Aquest efecte provoca la conversió d'una diferència de temperatura en electricitat. Es crea un voltatge en presència d'una diferència de temperatura entre dos metalls o semiconductors diferents. Una diferència de temperatures T1 i T2 en les juntes entre els metalls A i B indueixen una diferència de potencial V.

## Efecte Thomson
L'efecte Thomson descriu la relació entre un corrent elèctric, o una tensió elèctrica, i el flux de calor, o un gradient tèrmic, dins d'un material conductor. L'any 1851 el físic britànic William Thomson (1824 - 1907) va demostrar que els efectes Seebeck i Peltier estan relacionats: un material sotmès a un gradient tèrmic i recorregut per un corrent elèctric intercanvia calor amb el medi exterior. De manera recíproca, un material sotmès a un gradient tèrmic i recorregut per un flux de calor, genera un corrent elèctric.